# Centro Internacional de Convenciones de Ciudad del Cabo
El Centro Internacional de Convenciones de Ciudad del Cabo (en inglés: Cape Town International Convention Centre) es un centro de convenciones de Ciudad del Cabo, Sudáfrica. El centro abrió sus puertas en junio de 2003. Se desarrolló como una colaboración entre el Ayuntamiento de Ciudad del Cabo y el gobierno de la provincia del Cabo Occidental. El centro ocupa aproximadamente 6,1 hectáreas (15 acres) en la banda costera de la ciudad y está a poca distancia del Victoria & Alfred Waterfront, los principales hoteles y el resto del centro de la ciudad. El CTICC es atendido por el Grand Hotel Westin que se encuentra en las mismas instalaciones en la esquina noroeste, y está situado cerca del centro de la ciudad.